# Ломаченко, Василий Анатольевич
Васи́лий Анато́льевич Ломаче́нко (укр. Василь Анатолійович Ломаченко; род. 17 февраля 1988, Белгород-Днестровский, Одесская область, Украинская ССР) — украинский боксёр-профессионал.
Двукратный олимпийский чемпион 2008 и 2012 годов, двукратный чемпион мира 2009 и 2011 годов, чемпион Европы 2008 года, чемпион мира среди юниоров 2006 года, чемпион Европы среди кадетов 2004 года, многократный чемпион Украины. Обладатель Кубка Вэла Баркера, заслуженный мастер спорта Украины. Наиболее титулованный боксёр Украины.
Считается одним из самых сильных и техничных боксёров за всю историю любительского бокса. На любительском ринге спорно проиграл только один бой в финале чемпионата мира 2007 года — Альберту Селимову, но сумел взять реванш дважды, первый раз на Олимпийских играх в 2008 году, а второй раз в полупрофессиональной лиге WSB в 2013 году.
Чемпион мира в полулёгком весе по версии WBO (2014—2016), во 2-м полулёгком весе по версии WBO (2016—2018), в лёгком весе по версиям WBA (2018—2020), WBO (2018—2020), журнала «The Ring» (2018—2020), WBC (2019), IBF (2024—2025), IBO (2024—2025). Повторил рекорд 39-летней давности, став в 2014 году вторым боксёром (первым был Муангсурин Саенсак), сумевшим завоевать титул чемпиона мира в третьем бою на профессиональном ринге, установил рекорд, завоевав титул чемпиона мира во второй весовой категории за минимальное количество проведённых поединков (в 7-м бою), а также установил рекорд, завоевав титул чемпиона мира в третьей весовой категории за минимальное количество проведённых поединков (в 12-м бою). В целом, за всю свою карьеру победил 14 боксёров за титул чемпиона мира в трёх весовых категориях.
25 декабря 2016 года Василий Ломаченко назван лучшим боксёром 2016 года по версии телеканала HBO и авторитетного боксёрского портала World Boxing News. В 2017 году был признан «боксёром года» по версии журнала The Ring, телеканала HBO.
По версии авторитетного журнала The Ring занимал первое место в рейтинге лучших боксёров независимо от весовой категории (2018—2019), по версии телеканала ESPN возглавил список pound for pound, став лучшим боксёром мира вне зависимости от весовой категории.

## Любительская карьера

### Ранняя спортивная карьера
Заниматься боксом начал в детстве.

«Начало карьеры началось ещё у мамы в животе :-) После роддома меня привезли домой, где отец первым делом надел на меня боксёрские перчатки. Это случилось в 1988 году! Потом моя жизнь, и я вместе с ней, плавно перебрались в боксёрский зал. И самое интересное, что я не помню начало занятий боксом, потому как я писал выше — все произошло плавно».— Василий Ломаченко
Первый поединок на любительском ринге провёл в 1994 году в возрасте 6 лет на международном турнире «Надежда». Поединок выиграл, но официально была засчитана ничья, чтоб не расстраивать более взрослого оппонента. Затем прошло множество чемпионатов города, области и страны, во всех из которых Ломаченко выходил победителем.
Первое серьёзное достижение на любительском ринге — в возрасте 16 лет выиграл чемпионат страны. В том же году взял золото на чемпионате Европы среди кадетов (до 16 лет) в весовой категории до 46 кг. Также получил там кубок как лучший боксёр первенства Европы.
В 2005 году выиграл чемпионат Украины среди взрослых в весе 53 кг.

### Юношеский чемпионат мира 2006 года
- В 1/16 финала победил Альберто Портундо (Куба) RSCO 3
- В 1/8 финала победил Рахима Нажафова (Азербайджан) RSCO 3
- В 1/4 финала победил Эндрю Селби (Уэльс) RSCO 3
- В 1/2 финала победил Сергея Водопьянова (Россия) 37-17
- Финал. Победил Дереника Гижаларяна (Армения) 34-14

В 2006 году Ломаченко отправился в Марокко, где провел 5 боев, 3 из которых закончил досрочно. Стал победителем первенства мира среди юниоров и в придачу снова получил кубок как лучший боксёр этого турнира.
В 2007 году стал победителем XI международного турнира памяти Семёна Трестина, став обладателем специального приза за победу в категории 57 кг, в которой выступал сам Трестин. В финале турнира в первом раунде оказался в нокдауне (первом и единственном нокдауне в любительской карьере).

### Чемпионат мира 2007 года
В 2007 году отправился на чемпионат мира:
- 1/32 финала. Победил Абнера Котто (Пуэрто-Рико) 26-9
- 1/16 финала. Победил Теодороса Папазова (Греция) 19-5
- 1/8 финала. Победил Михаила Берданского (Беларусь) 21-6
- 1/4 финала. Победил Артуро Сантоса Реиса (Мексика) RSCO 3
- 1/2 финала. Победил Ли Яна (КНР) 13-13
- Финал. Проиграл Альберту Селимову (Россия) 11-16

В полуфинале встретился с опытным китайским боксёром Ли Яном. Бой вышел одним из самых сложных в карьере Ломаченко: будучи на грани поражения, на последних секундах он смог вырвать победу. В финале чемпионата мира противостоял опытный боксёр из России Альберт Селимов. Ломаченко проигрывал Селимову в первом и третьем раундах, лидировал во втором, четвёртый раунд проиграл со счётом 1:2, сказалась усталость от предыдущего боя с китайским боксёром Ли Яном. Опыт Селимова, накопленная усталость от предыдущего сложного боя и невысокий процент акцентированных ударов, не позволили Василию одержать победу в этом бою. Ломаченко проиграл свой первый и единственный поединок на любительском ринге — взял серебро, но всё равно получил лицензию на Олимпийские игры.

### Чемпионат Европы 2008 года
Принял участие в чемпионате Европы 2008 года.
- 1/16 финала. Прошёл автоматически
- 1/8 финала. Победил Владимира Никифорова (Эстония) 10-0
- 1/4 финала. Победил Дэвида Оливера Джойса (Ирландия) 10-2
- 1/2 финала. Победил Хишама Зиоути (Франция) 2-1
- Финал. Победил Араика Амбарцумова (Россия) 7-1

### Олимпийские игры 2008 года
Летом 2008 года Василий Ломаченко отправился в Пекин для участия в Олимпийских играх.
- 1/16 финала. Победил Альберта Селимова (Россия) 14-7[8]
- 1/8 финала. Победил Баходиржона Султанова (Узбекистан) 13-1
- 1/4 финала. Победил Ли Яна (Китай) 12-3
- 1/2 финала. Победил Якупа Кылыча (Турция) 10-1
- Финал. Победил Джелькира Кедафи (Франция) 9-1 RSC 1
- Был награждён Кубком Вэла Баркера[9]

В первом же поединке снова встретился с Альбертом Селимовым. Во втором бою Ломаченко был активнее и не давал сопернику много шансов. Первый раунд проиграл, но во втором и третьем нанёс множество точных ударов и сильно разорвал дистанцию в счёте. В четвёртом раунде Ломаченко почти не наносил ударов, но и не давал возможности атаковать Селимову, демонстрируя уровень своей защиты. В первом бою на Олимпийских играх Ломаченко взял одну из самых главных для себя побед.
В 1/8 Ломаченко выиграл Баходиржона Султанова. Отрыв в счете был значительным благодаря великолепной технике Василия и нокдауна соперника в 4-м ранде.
В четвертьфинале Ломаченко встретился с Ли Яном, которого тяжело побеждал на чемпионате мира.
В финале нокаутировал француза Джелькира Кедафи, отправляя его в нокдаун трижды в первом раунде.
По итогам Олимпиады Ломаченко получил кубок Вэла Баркера, который присуждается лучшему боксёру Игр вне зависимости от весовой категории.

### Чемпионат мира 2009 года
- 1/16 Победил Марио Алексиса (Босния и Герцоговина) 16-2
- 1/8 Победил Крейга Эванса (Уэльс) 15-1
- 1/4 Победил Бранимира Станковича (Сербия) 8-2
- 1/2 финала. Победил Оскара Вальдеса (Мексика) 12-1
- Финал. Победил Сергея Водопьянова (Россия) 12-1

В 2010 году по причине травмы бицепса Ломаченко пропустил все главные международные турниры.
Принял участие в президентском чемпионате Казахстана, победил в финале Самата Башенова.

### Чемпионат мира 2011 года
В 2011 году Василий принял участие в чемпионате мира, прошедшем в Баку.
- 1/32 финала. Победил Ламолито Маола (Тонга) RSC 1
- 1/16 финала. Победил Хосе Карлоса Рамиреса (США) 16-9
- 1/8 финала. Победил Робсона Консейсао (Бразилия) 19-18
- 1/4 финала. Победил Фазлиддина Гаибназарова (Узбекистан) 18-10
- 1/2 финала. Победил Доменико Валентино (Италия) 17-11
- Финал. Победил Ясниэля Толедо (Куба) 17-12

На чемпионате мира 2011 года в Баку неожиданно проиграл в 1/8 финала бразильцу Робсону Консейсао со счётом 19:20, однако судейство вызвало массу споров и сомнений, так как Ломаченко доминировал в бою, а в финальном раунде несколько раз отправлял Робсона в нокдаун, хотя зафиксирован был только один. Было проведено расследование и зафиксированы судейские ошибки, победу заслуженно присудили Ломаченко со счётом 19:18. Ломаченко победил следующих соперников и взял золото на чемпионате, в весовой категории до 60 кг.

### Олимпийские игры 2012 года
В 2012 году Ломаченко отправился в Лондон для участия в Олимпийских играх.
- 1/16 финала. Прошёл автоматически
- 1/8 финала. Победил Ариаса Ромеро Веллингтона (Доминиканская Республика) 15:3 (Ломаченко дважды отправлял Веллингтона в нокдаун)[14][15]
- 1/4 финала. Победил Феликса Вердехо Санчеса (Пуэрто-Рико) 14:9[16]
- 1/2 финала. Победил Ясниэля Толедо (Куба) 14:11[17]
- Финал. Победил Сун-Чул Хана (Южная Корея) 19:9[18]

## Полупрофессиональная лига
В октябре 2012 года Ломаченко вместе с другими призёрами Олимпийских игр официально завершил выступления на любительском ринге, подписал контракт с WSB и перешёл в полупрофессиональный бокс, в новосозданный клуб «Украинские Атаманы». Тренер команды — Михаил Мельник.
Первые бои «Украинских Атаманов» прошли без участия звёздных олимпийцев. Дебют Ломаченко состоялся в январе 2013 года.
- 2013-01-11. 5-я квалификационная встреча. Победил Сэмюэля Максвелла (Великобритания, команда «Британские львиные сердца») Счёт 50-44[21].
- 2013-02-08. 8-я квалификационная встреча. Победил Чарли Суареса (Филиппины, команда «Итальянский гром») Счёт 50-44[22].
- 2013-03-01. 10-я квалификационная встреча. Победил Сэмюэля Максвелла (Великобритания, команда «Британские львиные сердца») Счёт 50-45.
- 2013-03-30. Четвертьфинал, 2-я встреча. Победил Альберта Селимова (Россия, команда «Азербайджан. Огни Баку») Счёт 48-47, 48-47, 47-48.
- 2013-04-19. Полуфинал, 2-я встреча. Победил Доменико Валентино (Италия, команда «Итальянский гром») Счёт 50-45.
- 2013-05-10. Финал, 1-я встреча. Победил Самата Башенова (Казахстан, команда «Астанинские волки») Счёт 49-45, 49-45, 50-44.
- Команда «Украинские атаманы» по итогам двух финальных дней близким решением проиграла казахской команде «Астанинские волки»[23].
- После окончания третьего сезона всемирной серии бокса Василий заявил, что уходит из WSB и переходит в профессионалы[24].

## Профессиональная карьера
Летом 2013 года Ломаченко вместе с отцом — Анатолием Ломаченко, и боксёром Александром Усиком отправился в США. Цель поездки — выбор промоутера, который бы гарантировал организацию титульного поединка в кратчайший срок. 26 июля 2013 года стало известно, что Ломаченко подписал контракт с американской промоутерской компанией Top Rank. А его менеджером с начала карьеры и до конца являлся Эгис Климас.

### Полулёгкий вес
Первым соперником Ломаченко должен был стать пуэрто-риканский боксёр Джонатан Окендо (23-3), но во время подготовки Окендо повредил правую руку и отказался от боя. Замена была найдена в лице мексиканца Хосе Рамиреса (25-3).
12 октября 2013 года в дебютном бою, который транслировался американским каналом HBO в формате PPV шоу, Ломаченко победил Рамиреса. Украинец нанес сопернику первое досрочное поражение в карьере и завоевал титул интерконтинентального чемпиона мира по версии WBO. На пресс-конференции после боя было объявлено, что в следующем поединке Ломаченко встретится с чемпионом мира по версии WBO в полулегком весе Орландо Салидо.

#### Чемпионский бой с Орландо Салидо
Уже во втором бою на профессиональном ринге Василий Ломаченко вышел на чемпионский бой. Ему противостоял опытный мексиканец, трёхкратный чемпион мира 33-летний Орландо Салидо. Несмотря на это, фаворитом у букмекеров всё же считался Ломаченко с коэффициентом 4,75 к 1. На взвешивании Салидо не вложился в лимит весовой категории (57 кг), который превысил на 1,2 кг, за что был лишён чемпионского пояса ещё до боя. На сам поединок после сгонки Салидо вышел в ринг с весом 67 кг, в то время как Ломаченко вышел с весом 62 кг. Бой вышел достаточно осторожным, изобиловал нарушениями правил со стороны мексиканца. Салидо регулярно бил ниже пояса, но ни разу не был наказан снятием очков. В середине боя доминировал мексиканец за счёт прессинга. Начало и концовка поединка прошли при небольшом преимуществе Ломаченко. В конце 12-го раунда Ломаченко сильно потряс чемпиона, но опытный мексиканец смог удержаться и достоять до гонга. После подсчёта судейских записок раздельным решением победил Орландо Салидо. Решение судей было воспринято неоднозначно. К примеру, авторитетный сайт YahooSports посчитал, что украинец выиграл со счётом 115—113. При этом боксёрское сообщество обращало внимание на «грязь», показанную в ринге мексиканцем. Таким образом Ломаченко не смог совершить историческое событие и стать первым боксёром, завоевавшим титул чемпиона мира в своём втором поединке.
Анализ боя выявил, что Салидо нанёс Ломаченко 41 удар ниже пояса.

#### Чемпионский бой с Гэри Расселлом
После того как Салидо поднялся в более высокую весовую категорию, Ломаченко стал одним из основных претендентов на вакантный титул чемпиона мира. Противостоять Василию должен был первый номер рейтинга WBO американец Гэри Расселл младший, на счету которого было 24 выигрышных боя без единого поражения. Расселл, как и Ломаченко, признавался самым перспективным боксёром года по версии журнала «Ринг» (в 2011 году). Рассел находился в конкурирующей промоутерской компании (Golden Boy), и были назначены торги за право проведения поединка. Тендер выиграла компания Golden Boy Promotions со ставкой $1,0525 млн, в то время как Top Rank предложила $1,05 млн. Поединок прошёл на повышенных скоростях с небольшим, но устойчивым преимуществом Ломаченко. Будучи немного более быстрым, Расселл всё же проигрывал противостояние джебов и подавляющую часть скоростных обменов ударами. Ломаченко привычно делал акцент на двухэтажных комбинациях, постоянно проверяя соперника в области печени, и подолгу оставался на периферии, предпочитая работать на коротких сближениях. В 8—9 раундах Василий взял паузу, отдав инициативу Гэри, который смотрелся в эти минуты предпочтительнее за счёт эффектной многоударной работы сериями. Впрочем, уже в 10-м раунде всё снова стало на свои места. Счёт судей: 114—114, 116—112, 116—112 в пользу Ломаченко. Украинец повторил рекорд 39-летней давности и стал вторым боксёром в истории, завоевавшим титул чемпиона мира в третьем бою на профессиональном ринге. Он также побил своеобразный рекорд, став первым боксёром в истории, сумевшим стать чемпионом мира, имея до завоевания этого титула всего один выигранный поединок.

#### Защита титула
23 ноября 2014 года в Макао в андеркарте у Мэнни Пакьяо и Криса Алджиери, Ломаченко в первой защите титула встретился с обязательным претендентом, первым номером рейтинга WBO 29-летним тайцем Чонлатарном Пирияпиньо, на счету которого было 51 выигранных поединка, при одном поражении. Ломаченко контролировал ход всего боя. В конце четвёртого раунда затяжной комбинацией Василий отправил Чонлатарна в нокдаун. Это был первый нокдаун в карьере Пирияпиньо. В седьмом раунде Ломаченко травмировал левую руку, и с этого момента вел поединок по сути одной рукой, крайне редко выбрасывая лёгкие удары слева. Тем не менее, даже с учётом этой ситуации Ломаченко уверенно контролировал поединок. По итогам боя все трое судей выставили одинаковый счёт: 120—107.
2 мая 2015 года нокаутировал в 9-м раунде пуэрториканца Гамальера Родригеса (25-5) в андеркарте поединка Флойда Мэйвезера и Мэнни Пакьяо. Ломаченко нанёс первое досрочное поражение в карьере Родригеса.
На осень 2015 года рассматривалось множество соперников, включая кубинца Гильермо Ригондо, но переговоры с большинством потенциальных соперников сорвались.
7 ноября в третьей защите титула Ломаченко встретился с малоизвестным мексиканским боксёром Ромуло Коасиче. Ломаченко, с лёгкостью выигрывая все раунды, методично избивал соперника. Ромуло действовал в глухой защите, но в 10-м раунде серией ударов Ломаченко нашёл брешь в защите мексиканца и нокаутировал его ударом по печени. Ломаченко защитил титул, нанеся сопернику первое досрочное поражение в карьере.

### Второй полулёгкий вес
Из-за сложности в подборе значимых соперников в полулёгком весе, Василий Ломаченко поднялся во второй полулёгкий вес. После неудачных переговоров с ямайцем Николасом Уолтерсом, промоутерам Ломаченко удалось организовать поединок с пуэрто-риканским чемпионом мира Романом Мартинесом.

#### Чемпионский бой с Романом Мартинесом
11 июня 2016 года встретился с чемпионом мира во втором полулёгком весе по версии WBO — пуэрториканцем Романом Мартинесом. Поединок, который транслировал телеканал HBO, был главным боем вечера, впервые в карьере украинского боксёра, до того выступавшего в андеркарте титульных поединков. Гонорар Ломаченко составил рекордные для него $850 000. Ломаченко был быстрее и точнее своего соперника. В 5-м раунде Василий отправил Мартинеса на пол ударом справа. Пуэрториканец не смог подняться до окончания счёта рефери. Ломаченко стал чемпионом мира во второй по счёту весовой категории. Украинский спортсмен установил рекорд, став чемпионом мира в двух весах за 7 боёв (предыдущий рекорд принадлежал японцу Наоя Иноуэ, ставшему чемпионом за 8 боёв).

#### Защита титула в бою с Николасом Уолтерсом
После долгих и неоднократных переговоров, которые не увенчались успехом и брали своё начало ещё в 2014 году, в 2016 президент компании Top Rank объявил о подписании контракта между бойцами и ноябрьскую дату их запланированного поединка.
26 ноября 2016 года на арене гостинично-развлекательного комплекса Cosmopolitan в Лас-Вегасе Ломаченко встретился с экс-чемпионом мира в полулегком весе и самым серьёзным соперником в своей оппозиции — ямайцем Николасом Уолтерсом. Поединок транслировался американским HBO. Ломаченко получил рекордный для себя гонорар в размере 1 000 000 $, в то время как Уолтерс удостоился гонораром в размере 300 000 $. Позже глава промоутерской компании Top Rank Боб Арум заявил, что вместо 300 000 $ Уолтерс получит за данный поединок сумму в размере 550 000 $.
Поединок прошёл под диктовку чемпиона, который задавал темп боя и диктовал свои правила, с каждым раундом набирая обороты и явно переигрывая своего оппонента. Колоссальное преимущество Ломаченко стало заметно после 6-го раунда, когда Уолтерс просто ничего не мог противопоставить более быстрому, техничному и талантливому Василию. После 7-го раунда Уолтерс отказался продолжать бой. Была засчитана победа техническим нокаутом. Василий Ломаченко успешно и уверенно провел свою 1-ю защиту титула чемпиона мира.

#### Защита титула в бою с Джейсоном Сосой
8 апреля 2017 года встретился с экс-чемпионом мира во 2-м полулёгком весе американцем Джейсоном Сосой. Ломаченко был заметно быстрее и точнее своего соперника. С каждым раундом преимущество чемпиона становилось всё более подавляющим. После 9-го раунда угол Сосы отказался от продолжения боя.

#### Защита титула в бою с Мигелем Марриагой
В апреле 2017 года промоутер Боб Арум заявил о планах организовать в конце июля — начале августа матч-реванш между Василием Ломаченко и Орландо Салидо. Представители мексиканца также выявили заинтересованность в поединке с украинцем. Арум добавил, что поединок может состояться в Чикаго или Лос-Анджелесе. Однако в начале июня бой оказался под угрозой срыва из-за того, что Салидо не устроила сумма гонорара, предложенная командой Ломаченко. 23 июня BoxingScene.com со ссылкой на ESPN Deportes сообщил о новой проблеме в ходе переговоров: украинец хочет организовать свой следующий бой в начале августа, тогда как мексиканец предпочитает боксировать в конце этого же месяца. По информации издания, Салидо также привлекла возможность встречи на ринге с американским чемпионом мира по версии IBF Джервонтой Дэвисом, чей поединок был запланирован на 26 августа. Вице-президент Top Rank Карл Моретти заявил, что когда Салидо устроил гонорар в размере 720 тысяч долларов, у него появились другие проблемы — вес и травма руки. В итоге было решено отказаться от проведения реванша.
Одним из вероятных противников Ломаченко назывался кубинский двукратный олимпийский чемпион и чемпион мира во втором легчайшем весе по версии WBA Гильермо Ригондо. Последний заявил, что готов боксировать против украинца, ради чего может подняться во второй полулегкий вес. Промоутер Боб Арум по поводу поединка с Ригондо заявил в интервью следующее: «Он только пишет в социальных сетях, а когда нужно сесть и договориться одно и то же — не хочу драться в 130 фунтах. Давайте в промежуточном весе. Всегда слышу одно оправдание».
30 июня 2017 года был назван новый соперник Ломаченко — колумбиец Мигель Марриага, дважды неудачно претендовавший на титул чемпиона мира в полулёгком весе. Поединок состоялся 5 августа 2017 года в Лос-Анджелесе на арене Microsoft Theater, вмещающей 7100 зрителей, и стал главным по ходу шоу. Его трансляцию в рамках новой сделки с Top Rank обеспечили американские кабельные спортивные телеканалы ESPN и испаноязычный ESPN Deportes, до этого все бои украинца показывал HBO. В Ирландии и Великобритании эксклюзивные права на телетрансляцию купил BoxNation. Накануне боя промоутер Ломаченко Боб Арум выступил с резкой критикой в адрес президента России Владимира Путина. По мнению Арума, Путин запретил показ боёв украинца на территории России.
5 августа Ломаченко был заметно быстрее и точнее своего соперника. В третьем раунде Мигель Марриага побывал в нокдауне, а в четвёртом — из-за столкновения головами Ломаченко получил рассечение над левым глазом. В конце седьмого раунда Марриага вновь побывал в нокдауне и после гонга отказался от продолжения боя.

#### Защита титула в бою с Гильермо Ригондо
После боя с Марриагой промоутер Ломаченко Боб Арум заявил, что его подопечный проведёт следующий поединок 9 декабря на MGM Grand Garden Arena в Лас-Вегасе или на The Theater at Madison Square Garden в Нью-Йорке. Возможными соперниками были названы Ригондо и Салидо. Готовясь к поединку, Василий провёл несколько спаррингов с серебряным призёром Олимпийских игр 2016 года американцем Шакуром Стивенсоном. Поединок состоялся 9 декабря 2017 года в Нью-Йорке на Малой арене Мэдисон-сквер-гарден, США, и транслировался крупным кабельным телеканалом ESPN. Поединок завершился досрочной победой  Ломаченко отказом от продолжения поединка кубинским боксёром в перерыве между 6-м и 7-м раундами.

### Лёгкий вес

#### Чемпионский бой с Хорхе Линаресом
12 мая 2018 года состоялся дебют в новой весовой категории. Соперником стал чемпион по версиям WBA super и The Ring венесуэлец Хорхе Линарес. Практически весь бой украинец провёл одной левой рукой. В 6-м раунде Линарес правым прямым ударом отправил Василия в его первый нокдаун в профи-карьере. Но Ломаченко методично давил соперника весь поединок, хотя на этот момент судейские записки показывали равный бой, и в 10-м раунде ударом в печень отправил Линареса в нокаут. Таким образом, Ломаченко установил новый мировой рекорд, став чемпионом мира в третьей весовой категории только за 12 поединков, проведённых за 5 лет.
30 мая перенес операцию по поводу травмы плеча, которую получил в бою с Линаресом.

#### Объединительный бой с Хосе Педрасой
Бой состоялся 8 декабря 2018 года в Нью-Йорке (США) и носил статус объединительного поединка. На кону стояли титулы «суперчемпиона» мира по версии WBA и чемпиона мира по версии WBO в лёгком весе (до 61,2 кг) которым владел Хосе Педраса. Первые два раунда были спокойными, бойцы пытались поймать друг друга на ошибке. В третьем раунде Ломаченко под занавес смог организовать хороший эпизод и забрать себе первый отрезок боя. С 4-го раунда Педраса перекрылся и усилил защиту, Ломаченко атаковал и менял стойки, но преимущество было за счет одиночных ударов. В концовке боя Педраса смог забрать раунд хорошо отработав по туловищу Ломаченко, а в 11-м уже украинец послал в два нокдауна Педрасу, но смог отбегать финальную трехминутку. Судьи отдали бой единогласно: дважды 117—109 и 119—107. Педраса выбросил на две сотни ударов больше, однако Ломаченко попал более чем в два раза больше. Об этом стало известно после того, как Compuboх обнародовал статистику: 931 выброшенный удар против 738. Точность украинца: 240 на 111 у Педрасы.

#### Защита титулов в бою с Энтони Кроллой
12 апреля 2019 года в Лос-Анджелесе (США), в главном бою нокаутировал обязательного претендента на титул WBA Энтони Кроллу. Чемпион после первого "разведывательного" раунда захватил преимущество. В конце третьего раунда послал Кроллу в нокдаун . В конце третьего раунда Кролле был отсчитан нокдаун после затяжной серии Василия у канатов, а в четвёртом британец оказался в нокауте от мощного удара справа в голову.

#### Объединительный бой с Люком Кэмпбеллом
В ночь на первое сентября 2019 года в Лондоне (Великобритания) прошло боксерское шоу, главным событием которого стал бой за титулы чемпиона мира по версиям WBC, WBA Super и WBO в лёгком весе между Ломаченко и британцем Люком Кэмпбеллом. Бой прошёл всю дистанцию и закончился единогласным решением судей в пользу украинца: 119—108 (дважды) и 118—109. Таким образом Василий завоевал титул чемпиона по версии WBC и объединил 3 пояса — WBA Super, WBC и WBO.

#### Бой за звание абсолютного чемпиона с Теофимо Лопесом
Поединок состоялся в ночь с 17 октября на 18 октября 2020 года на гостиничном комплексе MGM Grand в Лас-Вегасе, штат Невада (США). В бою за все пояса встретились два чемпиона. Ломаченко владел поясами WBC Franchise, WBA Super и WBO в лёгком весе. Теофимо Лопесом — чемпион мира по версии IBF. Счёт боя по итогам 12-и раундов: 112—116, 111—117, 109—119 в пользу Лопеса

#### Бой с Накатани Масаёси
27 июня 2021 года в отеле Virgin Hotels Las Vegas в Парадайсе, штат Невада, состоялся поединок с японским претендентом на титул чемпиона мира в лёгком весе Накатани Масаёси. Ломаченко в 5-м раунде отправил Накатани в нокдаун и в 9-м раунде победил техническим нокаутом.

#### Бой с Ричардом Комми
11 декабря 2021 года в Нью-Йорке (США) состоялся вечер бокса промоутерской компании Боба Арума Top Rank, главным событием которого стал 12-раундовый поединок в лёгком весе между двумя экс-чемпионами Василием Ломаченко и Ричардом Комми. С самого начала боя Ломаченко захватил инициативу и действовал через свой точный джеб проваливая и используя разные углы атак. Во второй половине боя угол Комми потребовал от него активизроваться и действовать точнее, но в 7-м раунде оказался в нокдауне от точного бокового. Он встал и смог дотянуть до конца боя, даже пойдя на штурм в финальном раунде, но это ему не помогло: 117—110, 119—108 (дважды). Победа Ломаченко UD 12. Компьютеризированная система Compubox выложила статистику нанесённых/точных ударов: Василий за весь бой выбросил 554 удара, из которых точными оказались 248. Комми бил больше — 614 раз, но точность была очень низкой — 73 удара в цели. В джебах и силовых ударах так же был разгром: 60 на 5 и 188 на 68.

#### Сорвавшийся бой за все пояса с Комбососом
Несмотря на проблемы с выездом из Украины после российского вторжения в феврале 2022 года дал согласие на все условия чемпиона обладателя всех поясов дивизиона австралийца Джорджа Камбососа-младшего. Оставалось решить одну проблему — получить разрешение на то, чтобы покинуть Украину. Позже Ломаченко отказался от боя.

#### Бой с Джамейном Ортисом
29 октября на легендарной арнее Madison Square Garden в Нью-Йорке (США) в главном событии стал поединок Ломаченко против 26-летнего топ-проспекта Джемейна Ортиса. Бой для Ломаченко получился намного более конкурентным и тяжёлым чем ожидалось. Ортис начав боксировать в правше выбрасывал много ударов, постоянно держал на дистанции и не давал Ломаченко найти нужную ему дистанцию. Американец так же хорошо владел теникой клинча и при случае пользовался этим. В 3-м раунде Ломаченко имел удачный момент серьёзно попав в соперника, но добить не смог. Только к 5-му раунду Ломаченко удалось подобрать ключи к сопернику, он несколько раз точно попал и имел хорошие моменты. Орис был максимально сосредоточен на движении и даже сменил стойку на левшу. Ломаченко активизировался в концовке и забрал чемпионские раунды. Победа досталась Ломаченко единогласным решением судей со счетом 117—111, 116—112 и 115—113. Максимальную конкурентность боя показала и статистика: Василий превзошёл Джэмейна лишь на три точных попадания (125—122), а общее количество ударов осталось за Ортисом (607—571). Джебов заметно больше у Ломаченко (33-15). По значимым попаданиям преимущество на стороне Ортиса (107 против 92).
По ходу послематчевого интервью Ломаченко абсолютный чемпион мира Дэвин Хэйни поднялся в ринг для импровизированного общения с победителем и они оба подтвердили желание провести бой.

#### Бой с Девином Хейни
Суперпоединок за все пояса в лёгком весе прошёл 21 мая 2023 года в Лас-Вегасе на MGM Grand Garden Arena и был организован промоутерской компании Top Rank. Боксеры разыграли титул абсолютного чемпиона в лёгком весе. На ставке находились все четыре главных пояса и пояс журнала Tne Ring. Более молодой и более крупный чемпион Хейни сразу же решил показать кто тут чемпион и фаворит начав агрессивно и уверенно выбрасывая большое количество ударов. Но уже к третьему раунду Ломаченко ни в чём не уступал чемпиону. Оба боксера показывали высокое мастерство, поединок получался равным, а многие раунды сложными для судейства. Концовка минимально осталась за Ломаченко, но по итогам 12 раундов все судьи отдали победу Хейни: 116—112, 115—113 (дважды). На карточках независимого судьи Top Rank Макса Келлермана вышло 115—113 в пользу Ломаченко. Зал недовольно гудел в адрес Хейни. Решение судей было спорным и подвергалось обсуждению. Статистика боя от Compubox ещё раз подтвердила неоднозначность судейского подсчета: Ломаченко нанёс больше ударов (564—405) и больше раз попал в цель (124—110). У него также небольшое превосходство в точных джебах (29-20) и силовых (95-90). После боя занитересованность в бое с Ломаченко высказали бойцы лёгкого веса Шакур Стивенсон и Джордж Камбосос. В июле WBC поставили ультиматум Хэйни обязав встретиться с обязательным претендентом Стивенсоном или оставить пояс перейдя в суперлёгкий дивизион для встречи с чемпионом WBC Реджисом Прогрейсом. Хейни выбрал бой с Прогрейсом.

#### Бой с Джорджем Камбососом
12 мая 2024 года в австралийском Перте встретился с экс-чемпионом мира Джорджем Комбососом. На кону боя стоял вакантный титул IBF в лёгком весе оставленный Девином Хейни при переходе на вес выше. С первого раунда Ломаченко задал оппоненту высокий и агрессивный стиль боя. Украинец зажимал Камбососа у канатов и в углах стараясь не давать ему контратаковать. Если в начальный раундах австралийцу хоть как-то можно было отдать один или два раунда, то начиная с 5-го всё уходило Василию за счет давления, активности и точности. В концовке 11-го раунда Ломаченко отправляет Камбососа на пол ударом в корпус, а после отсчёта и новой атаки в корпус угол Камбососа сигнализирует о сдаче одновременно с отмашкой рефери. Компьютеризированная система Compubox обнародовала статистику: Ломаченко нанёс в 4 раза больше точных ударов (175-40) и колоссально доминировал в джебах (70-4) и силовых ударах (105-36). Судейские карточки на момент остановки боя так же показывали солидное преимущество в счёте: 99—91 (дважды) и 98—92.
Сразу после боя глава «Top Rank» Боб Арум заявил: «Вероятно, Ломаченко вернётся в ноябре против Шакура Стивенсона. Увидим. Может ли Ломаченко попытаться получить бои со Стивенсоном и Джервонтой Дэвисом? Да. Почему бы и нет? Но давайте насладимся моментом, а затем определимся со следующим шагом завтра».
5 июня 2025 года официально объявил о завершении карьеры.

## Статистика профессиональных боёв
В таблице перечислены результаты всех поединков боксёров.
В каждой строке указан результат поединка. Дополнительно номер поединка обозначен цветом, который обозначает итог поединка. Расшифровка обозначений и цветов представлена в нижеследующей таблице.
| Пример | Расшифровка                     |
| ------ | ------------------------------- |
|        | Победа                          |
|        | Ничья                           |
|        | Поражение                       |
|        | Планируемый поединок            |
|        | Поединок признан несостоявшимся |
| КО     | Нокаут                          |
| ТКО    | Технический нокаут              |
| PTS    | Решение судей (по очкам)        |
| UD     | Единогласное решение судей      |
| MD     | Решение большинства судей       |
| SD     | Раздельное решение судей        |
| RTD    | Отказ от продолжения боя        |
| DQ     | Дисквалификация                 |
| NC     | Поединок признан несостоявшимся |

| 21 поединок, 18 побед (12 нокаутом), 3 поражения.         | 21 поединок, 18 побед (12 нокаутом), 3 поражения. | 21 поединок, 18 побед (12 нокаутом), 3 поражения. | 21 поединок, 18 побед (12 нокаутом), 3 поражения. | 21 поединок, 18 побед (12 нокаутом), 3 поражения. | 21 поединок, 18 побед (12 нокаутом), 3 поражения. | 21 поединок, 18 побед (12 нокаутом), 3 поражения. |
| Бой                                                       | Рекорд                                            | Дата боя                                          | Соперник                                          | Место проведения боя                              | Результат                                         | Данные о бое |
| --------------------------------------------------------- | ------------------------------------------------- | ------------------------------------------------- | ------------------------------------------------- | ------------------------------------------------- | ------------------------------------------------- | --- |
| 21                                                        | 18-3                                              | 12 мая 2024                                       | Джордж Камбосос (21-2)                            | Perth Arena, Перт, Австралия                      | TKO 11 (12), 2:49                                 | Бой за вакантный титул чемпиона мира по версии IBF и титул чемпиона мира по версии IBO (1-я защита Камбососа) в лёгком весе.                                                                                          |
| 20                                                        | 17-3                                              | 20 мая 2023                                       | Девин Хейни (29-0)                                | MGM Grand, Лас-Вегас, Невада, США                 | UD 12                                             | Бой за титул абсолютного чемпиона мира по версиям WBA Super (2-я защита Хейни), WBO (2-я защита Хейни), IBF (2-я защита Хейни), WBC (6-я защита Хейни) и The Ring (2-я защита Хейни) в лёгком весе.                   |
| 19                                                        | 17-2                                              | 29 октября 2022                                   | Джамейн Ортис (16-0-1)                            | Мэдисон-сквер-гарден, Манхэттен, Нью-Йорк, США    | UD 12                                             | Счёт судей: 117-111, 116-112, 115-113. |
| 18                                                        | 16-2                                              | 11 декабря 2021                                   | Ричард Комми (30-3)                               | Мэдисон-сквер-гарден, Манхэттен, Нью-Йорк, США    | UD 12                                             | Комми в нокдауне в 7-м раунде. Счёт судей: 117-110, 119-108 (дважды). |
| 17                                                        | 15-2                                              | 26 июня 2021                                      | Масаёши Накатани (19-1)                           | Virgin Hotels Las Vegas, Лас-Вегас, Невада, США   | TKO 9 (12), (1:48)                                | Накатани в нокдауне в 5-м раунде. Рефери остановил бой в 9-м раунде. |
| 16                                                        | 14-2                                              | 17 октября 2020                                   | Теофимо Лопес (15-0)                              | MGM Grand, Лас-Вегас, Невада, США                 | UD 12                                             | Бой за титул чемпиона мира по версиям IBF (1-я защита Лопеса), WBA Super (4-я защита Ломаченко), WBO (3-я защита Ломаченко) и The Ring (4-я защита Ломаченко). Счёт судей: 109-119, 111-117, 112-116                  |
| 15                                                        | 14-1                                              | 31 августа 2019                                   | Люк Кэмпбелл (20-2)                               | O2 Арена, Лондон, Великобритания                  | UD 12                                             | Бой за титулы чемпиона мира по версиям WBA Super, The Ring (3-я защита Ломаченко), WBO (2-я защита Ломаченко), WBC (вакантный) в лёгком весе. Кэмпбелл в нокдауне в 11 раунде. Счёт судей: 118-109, 119-108 (дважды). |
| 14                                                        | 13-1                                              | 12 апреля 2019                                    | Энтони Кролла (34-6-3)                            | Стэйплс-центр, Лос-Анджелес, Калифорния, США      | KO 4 (12), 0:58                                   | Защитил титулы чемпиона мира по версиям WBA Super (2-я защита Ломаченко), WBO (1-я защита Ломаченко) и The Ring (2-я защита Ломаченко) в лёгком весе. Энтони Кролла в нокдауне в 3 раунде.                            |
| 13                                                        | 12-1                                              | 8 декабря 2018                                    | Хосе Педраса (25-1)                               | Мэдисон-сквер-гарден, Нью-Йорк, США               | UD 12                                             | Бой за титулы чемпиона мира по версиям WBA Super, The Ring (1-я защита Ломаченко), WBO (1-я защита Педрасы) в лёгком весе. Педраса дважды в нокдауне в 11-м раунде. Счёт судей 119-107, 117-109 (дважды).             |
| 12                                                        | 11-1                                              | 12 мая 2018                                       | Хорхе Линарес (44-3)                              | Мэдисон-сквер-гарден, Нью-Йорк, США               | TKO 10 (12) 2:08                                  | Ломаченко в нокдауне в 6 раунде. Линарес в нокдауне в 10 раунде. Завоевал титул чемпиона мира по версиям WBA Super (4-я защита Линареса) и The Ring (4-я защита Линареса) в лёгком весе.                              |
| Бои в лёгком весе (до 61,235 кг или 135 фунтов).          |                                                   |                                                   |                                                   |                                                   |                                                   | |
| 11                                                        | 10-1                                              | 9 декабря 2017                                    | Гильермо Ригондо (17-0)                           | Мэдисон-сквер-гарден, Нью-Йорк, США               | RTD 6 (12), 3:00                                  | Защитил титул чемпиона мира по версии WBO (4-я защита Ломаченко). |
| 10                                                        | 9-1                                               | 5 августа 2017                                    | Мигель Марриага (25-2)                            | Microsoft Theater, Лос-Анджелес, Калифорния, США  | RTD 7 (12), 3:00                                  | Марриага в нокдауне в 3 раунде. Марриага в нокдауне в 7 раунде. Угол Марриаги выбросил полотенце после 7 раунда. Защитил титул чемпиона мира по версии WBO (3-я защита Ломаченко).                                    |
| 9                                                         | 8-1                                               | 8 апреля 2017                                     | Джейсон Соса (20-1-4)                             | MGM National Harbor, Оксон-Хилл, Мэриленд, США    | RTD 9 (12), 3:00                                  | Защитил титул чемпиона мира по версии WBO (2-я защита Ломаченко). |
| 8                                                         | 7-1                                               | 26 ноября 2016                                    | Николас Уолтерс (26-0-1)                          | Cosmopolitan of Las Vegas, Лас-Вегас, Невада, США | RTD 7 (12), 3:00                                  | Защитил титул чемпиона мира по версии WBO (1-я защита Ломаченко). |
| 7                                                         | 6-1                                               | 11 июня 2016                                      | Роман Мартинес (29-2-3)                           | Мэдисон-сквер-гарден, Нью-Йорк, Нью-Йорк, США     | KO 5 (12), 1:09                                   | Завоевал титул чемпиона мира по версии WBO (2-я защита Мартинеса). |
| Бои во 2-м полулёгком весе (до 58,967 кг или 130 фунтов). |                                                   |                                                   |                                                   |                                                   |                                                   | |
| 6                                                         | 5-1                                               | 7 ноября 2015                                     | Ромуло Коасича (25-4)                             | Thomas & Mack Center, Лас-Вегас, Невада, США      | KO 10 (12), 2:49                                  | Защитил титула чемпиона мира по версии WBO (3-я защита Ломаченко). |
| 5                                                         | 4-1                                               | 2 мая 2015                                        | Гамальер Родригес (25-2-3)                        | MGM Grand, Лас-Вегас, Невада, США                 | KO 9 (12), 0:50                                   | Защитил титул чемпиона мира по версии WBO (2-я защита Ломаченко). |
| 4                                                         | 3-1                                               | 23 ноября 2014                                    | Чонлатарн Пирияпиньо (52-1)                       | Cotai Arena, Venetian Resort, Макао, Китай        | UD 12                                             | Пирияпиньо в нокдауне в 4 раунде. Защитил титул чемпиона мира по версии WBO (1-я защита Ломаченко). Счёт судей: 120-107 (трижды).                                                                                     |
| 3                                                         | 2-1                                               | 21 июня 2014                                      | Гэри Расселл мл. (24-0)                           | Стабхаб Сентер, Карсон, Калифорния, США           | MD 12                                             | Завоевал вакантный титул чемпиона мира по версии WBO. Счёт: 114-114, 116-112 (дважды). |
| 2                                                         | 1-1                                               | 1 марта 2014                                      | Орландо Салидо (40-12-2)                          | Alamodome, Сан-Антонио, Техас, США                | SD 12                                             | Бой за титул чемпиона мира по версии WBO. Салидо не уложился в лимит весовой категории и пояс оставлен вакантным. Счёт судей: 112-116, 113-115, 115-113.                                                              |
| 1                                                         | 1-0                                               | 12 октября 2013                                   | Хосе Луис Рамирес Гарсия (25-3)                   | Thomas & Mack Center, Лас-Вегас, Невада, США      | KO 4 (10), 2:59                                   | Завоевал титул Интернационального чемпиона по версии WBO (1-я защита Рамиреса). |
| Бои в полулёгком весе (до 57,153 кг или 126 фунтов).      |                                                   |                                                   |                                                   |                                                   |                                                   | |
| Бой                                                       | Рекорд                                            | Дата                                              | Соперник                                          | Место боя                                         | Результат                                         | Данные о бое |

## Личная жизнь
Василий Ломаченко окончил Южноукраинский национальный педагогический университет имени К. Д. Ушинского. Женат. Супруга — Елена, сын — Анатолий, дочь — Виктория. Хобби: авто, дрифт, хоккей, рыбалка, охота. Ломаченко и другой украинский боксёр Александр Усик являются кумовьями.
В июне 2017 года Василий Ломаченко написал президенту Украины Петру Порошенко письмо-обращение, в котором просил его обратить внимание на уголовное дело об убийстве своего друга, украинского кикбоксера и бойца тайского бокса Сергея Лащенко. Именно ему посвятил свою победу Ломаченко в бою с Джейсоном Сосой.
В 2022 году после вторжения России на Украину вступил в ряды территориальной обороны родного города.

## Награды
- «Самый перспективный боксёр» 2013 года по версии журнала «Ринг».
- Орден «За заслуги» І степени (15 августа 2012 года) — за достижение высоких спортивных результатов на ХХХ летних Олимпийских играх в Лондоне, проявленные самоотверженность и волю к победе, повышение международного авторитета Украины[82]
- Орден «За заслуги» II степени (12 октября 2011 года) — за весомый личный вклад в развитие отечественного спорта, достижение высоких результатов, укрепления международного авторитета Украины[83]
- Орден «За заслуги» III степени (4 сентября 2008 года) — за достижение высоких спортивных результатов на XXIX летних Олимпийских играх в Пекине (Китай), проявленные мужество, самоотверженность и волю к победе, повышение международного авторитета Украины[84]
- Кубок Вэла Баркера (2008 год)
- Боксёр года по версии телеканала HBO[85] и сайта WBN (2016 год).[86]
- Боксёр года по версии журнала The Ring, телеканала HBO[87], сайта Ring 8 2017 Muhammad Ali International Fighter of the Year Award[88], ассоциации BWAA (2017 год)[89]

### Международные награды
10 апреля 2019 года Всемирная боксерская организация (WBO) вручила чемпиону мира в лёгком весе по версиям WBA и WBO Ломаченко пояс суперчемпиона.

## Достижения

### Региональные любительские
- 2004 —  Победитель чемпионата Украины среди кадетов (до 16 лет) (до 46 кг)
- 2005 —  Победитель чемпионата Украины (до 53 кг)
- 2007 —  Победитель чемпионата Украины (до 57 кг)
- 2008 —  Победитель чемпионата Украины (до 57 кг)
- 2009 —  Победитель чемпионата Украины (до 57 кг)
- 2010 —  Победитель чемпионата Украины (до 60 кг)
- 2011 —  Победитель чемпионата Украины (до 60 кг)

### Международные любительские
- 2004 —  Победитель чемпионата Европы среди кадетов (до 16 лет) (до 46 кг)
- 2006 —  Победитель чемпионата Мира среди юниоров (до 18 лет) (до 53 кг)
- 2007 —  Серебряный призёр чемпионата Мира (до 57 кг)
- 2008 —  Чемпион XXIX Олимпийских Игр (до 57 кг)
- 2008 —  Чемпион Европы (до 57 кг)
- 2009 —  Чемпион Мира (до 57 кг)
- 2011 —  Чемпион Мира (до 60 кг)
- 2012 —  Чемпион XXX Олимпийских Игр (до 60 кг)

### Полупрофессиональные
- 2013 —  Личный зачёт сезона WSB 2012—2013 года (до 61 кг)
- 2013 —  Серебряный кубок команды Украинские атаманы сезона WSB 2012—2013 года

### Профессиональные
- 2013 —  Интернациональный чемпион по версии WBO в полулёгком весе (до 57,2 кг) оставлен вакантным
- 2014 — 2016 —  Чемпион мира по версии WBO в полулёгком весе (до 57,2 кг) оставлен вакантным
- 2016 — 2018 —  Чемпион мира по версии WBO во втором полулёгком весе (до 59 кг) оставлен вакантным
- 2018 — 2020 —  Чемпион мира по версии WBA в лёгком весе (до 61,2 кг)
- 2018 — 2020 —  Чемпион мира по версии The Ring в лёгком весе (до 61,2 кг)
- 2018 — 2020 —  Чемпион мира по версии WBO в лёгком весе (до 61,2 кг)
- 2019 — 2020 —  Чемпион мира по версии WBC в лёгком весе (до 61,2 кг)
- 2021 —  Интерконтинентальный чемпион по версии WBO в лёгком весе (до 61,2 кг) оставлен вакантным
- 2024  — 2025 —  Чемпион Чемпион мира по версии IBF в лёгком весе (до 61,2 кг) оставлен вакантным
- 2024  — 2025 —  Чемпион Чемпион мира по версии IBO в лёгком весе (до 61,2 кг) оставлен вакантным

## Служба в армии
Во время военного вторжения России на Украину 1 августа 2022 года Ломаченко зачислен в ряды военнослужащих ВСУ.